# Bolitoglossa epimela
Bolitoglossa epimela е вид земноводно от семейство Plethodontidae.

## Разпространение
Видът е разпространен в Коста Рика.